# Marie Tereza Löwenstein-Wertheim-Rosenberg
Marie Tereza z Löwenstein-Wertheim-Rosenbergu (německy Maria Theresia zu Löwenstein-Wertheim-Rosenberg, 4. ledna 1870, Řím – 17. ledna 1935, Vídeň) byla princezna z Löwenstein-Wertheim-Rosenbergu, infantka portugalská, vévodkyně manželka z Braganzy a titulární královna manželka Portugalského království.

## Rodina
Marie Tereza byla páté dítě a čtvrtá dcera Karla, knížete z Löwenstein-Wertheim-Rosenbergu, bratra titulární královny choti Portugalska Adelaidy Löwenstein-Wertheim-Rosenbergu a jeho manželky princezny Sofie Lichtenštejnské. Byla starší sestrou knížete Aloyse z Löwenstein-Wertheim-Rosenbergu.

## Manželství a děti
Dne 8. listopadu 1893 se v bavorském Kleinheubachu vdala za svého bratrance Michaela, vévodu z Braganzy, jediného syna Michala I. Portugalského a jeho manželky Adelaidy z Löwenstein-Wertheim-Rosenbergu. Spolu měli osm dětí:
- Princezna Isabela Marie Braganzská (19. listopadu 1894 – 12. ledna 1970), ⚭ 1920 František Josef Thurn-Taxis (21. prosince 1893 – 13. července 1971), 9. kníže z Thurn-Taxisu
- Princezna Marie Benedikta Braganzská (1896–1971), zemřela svobodná a bezdětná
- Princezna Mafalda Braganzská (1898–1918), zemřela svobodná a bezdětná
- Princezna Marie Anna Braganzská (3. září 1899 – 23. června 1971), ⚭ 1921 Karel August Thurn-Taxis (23. července 1898 – 26. dubna 1982)
- Princezna Marie Antonie Braganzská (12. března 1903 – 6. února 1973), ⚭ 1934 Sidney Ashley Chanler (16. listopadu 1907 – 14. listopadu 1994), rozvedli se v roce 1948
- Princezna Filipa Marie Braganzská (1905–1990), zemřela svobodná a bezdětná
- Princ Duarte Nuno Braganzský (23. září 1907 – 24. prosince 1976), ⚭ 1942 Marie Františka Orleánská z Braganzy (8. září 1914 – 15. ledna 1968)
- Princezna Marie Adelaida Braganzská (31. ledna 1912 – 24. února 2012), ⚭ 1945 Nicolaas van Uden (5. března 1521 – 5. února 1991), biochemik

## Tituly a oslovení
- 4. ledna 1870 – 8. listopadu 1893: Její Jasnost princezna Marie Tereza z Löwenstein-Wertheim-Rosenbergu
- 8. listopadu 1893 – 11. října 1927: Její královská Výsost královská princezna portugalská, vévodkyně z Braganzy
- 11. října 1927 – 17. ledna 1935: Její královská Výsost královská princezna vdova portugalská, vévodkyně vdova z Braganzy